# Boissy-lès-Perche

Boissy-lès-Perche este o comună în departamentul Eure-et-Loir, Franța. În 1 ianuarie 2022 avea o populație de 495 de locuitori.